# Eurema nicippe
Eurema nicippe (antes considerado Abaeis nicippe) es una especie de mariposa, de la familia de las piérides, que fue descrita originalmente con el nombre de Papilio nicippe, por Cramer, en 1779, a partir de ejemplares procedentes de USA, VA.

## Distribución
Eurema nicippe está distribuida entre las regiones Neotropical, Neártica y ha sido reportada en Costa Rica, México, Puerto Rico, Estados Unidos.